# 甘露醇
甘露醇（INN:mannitol）是一種糖醇，被用來作甜味劑，或是藥物。 它是一種低熱量甜味劑，人體腸道對其吸收不佳 。作藥物使用時，用於降低眼壓（例如青光眼）和將升高的顱內壓降低。 
用於醫療用途時，透過注射或是吸入方式給藥 。藥效通常在攝入15分鐘內開始，並持續長達8小時。
於醫療用途時，在人體常見的副作用有電解質不平衡和脫水。 嚴重的副作用有加劇心臟衰竭，和引發腎臟問題。 目前尚不清楚個體在懷孕期間使用對於胎兒是否安全。 甘露醇屬於滲透性利尿劑類藥物，其作用是從大腦和眼睛中吸取液體，最終會通過腎臟以尿液的形式排出體外（而達到降低眼壓及顱內壓的目的）。 
甘露醇於1806年由法國化學家約瑟夫·路易士·普魯斯特發現。 它已列入世界衛生組織基本藥物標準清單之中。 甘露醇最初是從花梣樹的樹液中萃取而得。 因為人們擔心甘露醇或許可掩蓋運動員或個人使用禁用藥物（指使用甘露醇來快速排出體內水分和某些物質，進而降低尿液中禁用藥物的濃度，而避開檢測），而將其列入世界反運動禁藥機構的禁用物質清單。

## 用途

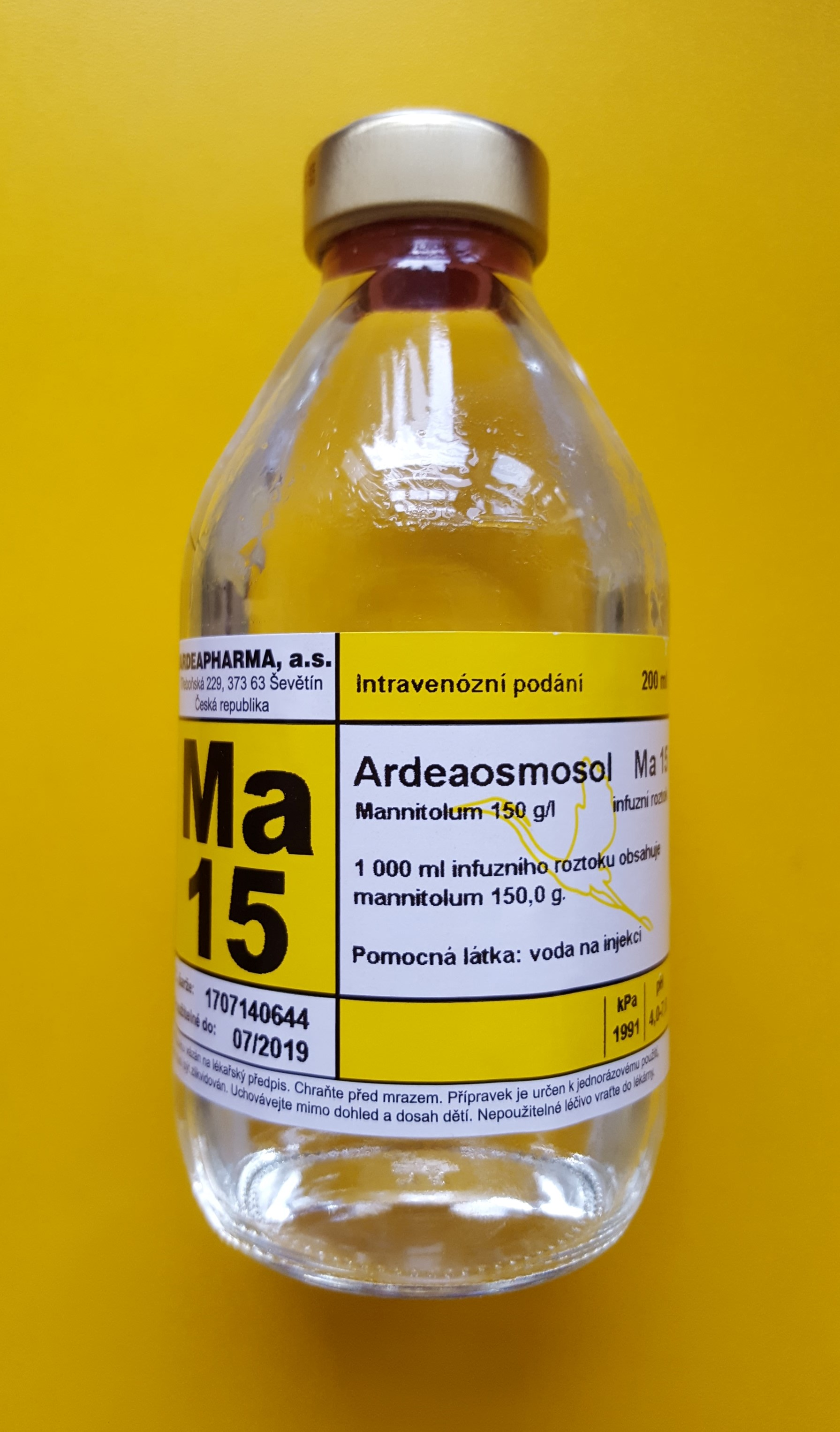
瓶裝甘露醇15%靜脈注射液。

### 醫療用途

#### 注射
在美國，注射用甘露醇適用於降低顱內壓、治療腦水腫以及眼內壓升高。
甘露醇透過靜脈注射，用於降低急性升高的顱內壓（例如當個體頭部受到創傷後），然後再進行更確切的治療。雖然注射甘露醇是治療嚴重腦損傷後顱內高壓的主要方法，但它作為一線治療並不比高張力鹽水更優越。在難治性病例中，高張力鹽水的效果會更好 。
它也可用於某些排尿量低的腎功能衰竭病例、降低眼壓、增加某些毒素的排泄以及治療體液積聚。
在腎臟移植手術中，血管鉗鬆開前術中給予甘露醇已被證明可減少移植後腎損傷，但尚未證明可減少移植排斥反應。
甘露醇常用於心肺旁路手術中心肺機的迴路灌注。在體外循環期間使用甘露醇，即使在血流量和壓力較低的情況下也能維持腎臟功能。甘露醇溶液可防止腎臟內皮細胞腫脹，否則可能導致該區域的血流量減少，並造成細胞損傷。
甘露醇還可用來暫時性包覆尖銳物體（例如人工心臟節律器導線上的螺旋部分），使其在通過靜脈系統時並不會刮傷血管壁。由於甘露醇很容易溶解在血液中，因此尖銳的部位會在到達目的地後暴露出來，而開始發揮作用。動脈內輸注甘露醇可透過破壞緊密連接（一種蛋白質複合體結構），暫時性地打開血腦屏障，讓例如某些化療藥物、基因治療載體等進入大腦組織，發揮治療作用。
甘露醇也是獸醫學中用於治療急性青光眼（高眼壓）的首選藥物。它以20%溶液的形式進行靜脈注射。能使玻璃體脫水，而降低眼內壓。然而，它需要完整的血眼屏障才能發揮作用（如果這個屏障受損 - 例如由於嚴重發炎、創傷、某些眼部疾病或手術，甘露醇會進入眼睛內部，滲透壓梯度消失，其降壓效果就會大打折扣甚至失效。）。 

#### 吸入
在歐盟，吸入用甘露醇適用於18歲及以上成人囊腫性纖維化（CF，此病症最常影響肺臟）的治療，作為最佳標準照護的輔助療法。 
曾有提議以吸入甘露醇，將其作為一種支氣管刺激劑，作為個體是否有運動誘發性氣喘的替代方法。於2013年發表的一項系統性回顧，在結論中指出目前支持其用於此目的的證據不足。 

#### 口服
口服劑量大於20克的甘露醇可作為滲透性瀉藥，有時也作為兒童瀉藥出售。

### 食物
甘露醇對血糖的影響比蔗糖為小（因此升糖指數相對較低 ）所以被用作糖尿病患者的甜味劑（包括用於患者專用的口香糖中）。雖然甘露醇的溶解熱高於大多數糖醇，但其相對較低的溶解度，導致清涼效果會低於市面常見的薄荷糖和口香糖。然而，當甘露醇完全溶解在產品中時，會產生強烈的清涼效果 。此外，它的潮解性非常低 - 在濕度達到98%之前，它不會從空氣中吸收水分。這使得甘露醇非常適用於硬糖、乾果和口香糖的塗層，且常被列為糖果和口香糖的成分。 甘露醇令人愉悅的口感也使其成為咀嚼藥片中受歡迎的賦形劑。

### 分析化學
甘露醇能與硼酸形成穩定的絡合物。而大幅增強硼酸的酸性，使得這種酸的容量滴定能達到更高的精確度。 甘露醇硼酸酯陰離子的穩定性將酸解離平衡向右推移，而使溶液的酸性比純硼酸增加五個數量級。對於足夠濃度的甘露醇，這將pKa值（酸度係數）從9降低到4以下。由此產生的溶液稱為甘露醇硼酸。

### 其他
甘露醇是細菌培養基甘露醇鹽瓊脂的主要成分，也用於其他培養基中。
甘露醇在各種鼻腔吸入藥物中被用作摻雜劑（又稱切割劑），例如可摻入海洛因、古柯鹼與芬太尼（或芬太尼類似物）。
甘露醇是一種糖醇，其甜度為糖的50-70%，表示必須使用更多的甘露醇才能達到與糖相同的甜度。甘露醇在腸道中停留時間較長，因此常會引起腹脹和腹瀉 。

## 禁忌症
甘露醇禁用於患有無尿症、嚴重血容量減少、原有嚴重肺血管充血或肺水腫、大腸激躁症以及活動性顱內出血（顱骨切開術期間除外）的人群。
出現的不良反應有低血鈉症和血容量減少，造成代謝性酸中毒。

## 化學
甘露醇是山梨醇（另一種糖醇）的同分異構體。兩者僅在碳2上的羥基方向不同。雖然兩者相似，這兩種糖醇在自然界中的來源、熔點和用途都非常不同。

## 生產
甘露醇被歸類為一種糖醇。也就是說，它可以經由還原程序從一種糖類（甘露糖）中獲得。其他糖醇還有木糖醇和山梨醇。

### 工業合成
甘露醇主要由澱粉或蔗糖水解成果糖，經層析純化後，在鎳催化下氫化而成。雖然產物為山梨醇與甘露醇混合物，但可透過調整鹼性反應條件略微提高甘露醇產率。

### 生物合成
甘露醇是自然界中最豐富的能量和碳儲存分子之一，由多種生物體產生，包括細菌、酵母菌、真菌、藻類、地衣和許多植物。 微生物發酵是傳統工業合成的替代方案。一種從果糖到甘露醇的代謝途徑，在真菌中被稱為甘露醇循環，已在一種名為Caloglossa leprieurii的紅藻中發現，而且很有可能其他微生物也採用類似的途徑。 

### 天然萃取
由於甘露醇存在於多種天然產物中，幾乎所有植物都含有它，因此可以直接從天然產物中萃取，而無需化學或生物合成。事實上，在中國，從海藻中分離是甘露醇最常見的生產方式。植物分泌物中的甘露醇濃度範圍很廣，從海藻的20%到懸鈴木屬的90%。鋸葉棕櫚的果實中也有此種成分。

## 歷史
克羅埃西亞藥學家及化學家朱利耶·多馬克於1880年闡明從花梣樹中萃取的己烯和甘露醇的結構。他證明甘露醇是一種正己烯的衍生物。也同時解開在此之前不為人知的甘露醇的結構 。

## 爭議
三項早期研究曾聲稱高劑量甘露醇在治療嚴重頭部損傷方面非常有效，但這些研究的可靠性後來受到強烈質疑。在這些研究的主要作者胡立歐·克魯茲博士 (Dr. Julio Cruz) 於2007年去世後，有項調查報告發佈，直接質疑這些研究是否真的進行過。調查發現前述論文的共同作者們無法證實研究中提及的病患確實存在。此外，克魯茲博士聲稱他所屬的單位 - 聖保羅聯邦大學 (Federal University of São Paulo) - 也從未聘用過他。由於這些針對克魯茲研究的嚴重疑慮，著名的考科藍合作組織回顧 (Cochrane review) 在更新版本中，將所有胡立歐·克魯茲的研究刪除，導致相關證據僅剩下四項其他研究。而由於剩餘研究的對照組選擇存在差異，醫學界對於甘露醇在臨床上的具體應用尚未達成明確結論。

## 藥典收載狀況
- 《英國藥典》[45]
- 《日本藥典》[46]
- 美國藥典[47]

## 外部連結
- 维基共享资源上的相關多媒體資源：甘露醇

Template:Blood substitutes and perfusion solutions
Template:Cough and cold preparations